# Бониц, Герман
Герман Бониц (нем. Hermann Bonitz; 29 июля 1814, Лангензальца — 25 июля 1888[…], Берлин) — немецкий филолог, антиковед и педагог.

## Биография
Родился 29 июля 1814 года в Лангензальца, Пруссия. Под наставничеством Готфрид Германа в Лейпцигском университете, наставничеством Бёка и Лахмана в Берлине изучал классическую филологию и древности. В 1849 году получил приглашение на кафедру в Вену, где вместе с Адольфом Экснером выработал «проект организации венских гимназий», утвержденный в 1854 году. Для распространения своих идей о гимназическом образовании в 1850 году он основал издание «Zeitschrift für Oesterr. Gymnasialwesen», которое редактировал до 1867 года.
После смерти Бёка, занял вакантное место директора королевской педагогической семинарии, был избран в члены Академии наук. Был редактором «Zeitschrift für das Gymnasialwesen» и в целом стал заметной фигурой в министерстве просвещения Пруссии. Умер 25 июля 1888 года.

## Влияние
В научном отношении принадлежит к лучшим ученикам Платона и Аристотеля и их философских систем. Главный его ученый труд составляет издание: «Метафизики» Аристотеля (2 т., Бонн, 1848—49) вместе с комментарием к ней Александра Афродисийского. Кроме того, он написал целый ряд трактатов: «Ueber die Aristotelischen Kategorien» (Вена, 1853); «Platonische Studien» (2 изд., Берлин, 1875); «Aristotelische Studien» (Вена, 1862—67); «Beiträge zur Erklärung d. Thucidides» (1854); «Beiträge zur Erklärung Sophokles» (1855—57, 5 изд. Вена, 1881).